# Jimmy Connors Tennis
Jimmy Connors Tennis, appelé Yannick Noah Tennis sur Game Boy en France, est un jeu vidéo de sport (tennis) développé par NMS Software et édité par Ubisoft, sorti en 1993 sur NES et Game Boy. Le jeu a également été développé sur Lynx par Hand Made Software pour une sortie la même année.
Le jeu tire son nom des joueurs Jimmy Connors et Yannick Noah.

## Accueil
- GamePro : 4/5 (NES)[1]
- Video Games : 74 % (NES)[2] - 70 % (GB)[3]